# カスタリア (小惑星4769番)
カスタリア (4769 Castalia) は、アポロ群の小惑星。アメリカの天文学者のエレノア・ヘリンがパロマー天文台で発見した。ギリシア神話に登場する泉のニュンペー、カスタリアから名付けられた。なお、日本語で表記すると「カスタリア」になる小惑星がもう一つ存在し、語源も同じだが綴りが異なる (646 Kastalia)。
発見直後の1989年8月、カスタリアは地球に0.027AU（地球から月までの距離の約11倍）まで接近した。この時、8月19日から8月22日にかけて、ワシントン州立大学のスコット・ハドソンとジェット推進研究所のスティーヴン・オストロによってアレシボ天文台でレーダー観測が行われ、三次元形状のモデルが作成されている。それによるとカスタリアはピーナッツのような細長い形であり、直径 800 m ほどの2つのかけらが互いの重力によって緩く結びついた接触二重小惑星だと考えられる。